# میناموتو نو یوشیکیو
میناموتو نو یوشیکیو، تاکدا نو یوشیکیو (به ژاپنی: 源 義清 Minamoto no Yoshikiyo)؛ زادهٔ ۱ ژانویهٔ ۱۰۷۵) وی جد خاندان تاکدا شناخته می‌شود. وی پسر میناموتو نو یوشیمیتسو و نوه میناموتو نو یوری‌یوشی یک سامورایی از خاندان میناموتو بود. یوشیکیو تصمیم گرفت که از خاندان میناموتو کنار برود و خاندان تاکدا را در ولایت کای به عنوان شاخه ای از خاندان میناموتو بنیان‌گذاری کرد. خاندان تاکدا به عنوان «خاندان کای گنجی تاکدا» نیز نامیده می‌شود. سپس وی نام خود را به «تاکدا نو یوشیکیو» تا آخر عمر تغییر داد.